# Fundația pentru Apărarea Cetățenilor Împotriva Abuzurilor Statului

## Introducere
Fundația pentru Apărarea Cetățenilor Împotriva Abuzurilor Statului (FACIAS) este o organizație non-guvernamentală (ONG) românească, înființată în anul 2008 de către Dan Voiculescu. al cărei scop declarat este protejarea drepturilor cetățenilor și combaterea abuzurilor comise de instituțiile statului. Misiunea sa principală este protejarea drepturilor cetățenilor și combaterea abuzurilor comise de instituțiile statului român. Prin activitatea sa, FACIAS urmărește asigurarea transparenței în funcționarea instituțiilor statului, legalitate și respectarea statului de drept, desfășurând acțiuni civice, demersuri legale și campanii publice în sprijinul interesului public. 

## Scop și misiune
Fundația are ca scop principal promovarea și apărarea drepturilor fundamentale ale cetățenilor, în special în relația cu autoritățile și instituțiile publice. Aceasta promovează transparență instituțională, responsabilitatea administrativă și buna guvernare, acționând pentru combaterea abuzurilor de putere și corectarea disfuncționalităților sistemice. Aceasta își desfășoară activitatea prin monitorizarea constantă a instituțiilor statului, formularea de petiții și sesizări, inițierea de acțiuni în justiție, inclusiv litigii colective, și organizarea de campanii de informare și educație civică.

## Obiective
Fundația se concentrează pe monitorizarea activă a legislației și a reglementărilor care ar putea afecta drepturile și libertățile fundamentale ale cetățenilor. Ulterior, intervine în cazuri concrete de abuz sau ilegalitate din partea instituțiilor publice. Un alt obiectiv este inițierea și susținerea de litigii colective în numele persoanelor afectate de măsuri administrative nejuste. De asemenea, se asigură că legile sunt aplicate corect, solicitând inclusiv emiterea normelor metodologice de aplicare acolo unde este nevoie. Pentru a crește nivelul de conștientizare, Fundația organizează dezbateri publice și evenimente civice și produce analize și rapoarte detaliate despre transparența instituțională și buna guvernare.

## Proiecte și campanii naționale
Fundația a inițiat și desfășurat o serie de proiecte și campanii la nivel național:
- „Închideți robinetul risipei” - dedicată monitorizării modului în care sunt cheltuiți banii publici;[9]
- „Apel pentru Viață” – campanie pentru îmbunătățirea sistemului de transplanturi în România;[10]
- „Abuzul, la adăpostul unor legi strâmbe” – vizează presiuni asupra autorităților pentru aplicarea normelor legale neimplementate;[4]
- „E dreptul meu!” – campanie de informare juridică adresată cetățenilor;[11]
- „Fii informat, nu abuzat!” – orientată spre conștientizarea drepturilor în raport cu statul;
- „Stop abuzurilor funcționarilor publici” – inițiativă pentru reformarea răspunderii disciplinare în administrația publică;[12]
- „Afacerea Vaccinul” – proiect care semnalează achiziții publice problematice în perioada pandemiei;[13]
- „Statul egal cu cetățeanul” – pentru echilibrarea raportului dintre cetățeni și stat în privința creanțelor;[8]
- „Amenzile la CEDO și CJUE” – campanie care vizează responsabilizarea celor care au cauzat condamnări ale statului român;[14]
- „Transparență și Responsabilitate – Monitorizarea PNRR” - Pe perioada derulării proiectului, FACIAS a semnalat disfuncționalitățile programului național, cu scopul de a găsi soluții optime care să sprijine implementarea cu succes a PNRR-ului României în beneficiul cetățenilor.[15]
- ”Stop Boc!” - În urma anunțării măsurilor de austeritate propuse de Guvernul României condus la acea vreme de Emil Boc, FACIAS a demarat o campanie la nivel național de strângere de semnături împotriva executivului, sub titulatura „STOP BOC”.[16] În urma acestei campanii, FACIAS a publicat o serie de fotografii cu echipaje ale Ministerului Administrației și Internelor în timp ce aceștia filau membrii și voluntarii Fundației.[17] Tot în cadrul acestei campanii, FACIAS a anunțat că va reprezenta gratuit în instanță toți pensionarii care se vor adresa Fundației în eventualitatea reducerii pensiei cu 15%. Peste 100.000 de pensionari s-au adresat FACIAS în urma acestui anunț.[18]

## Rezultate
Printre rezultatele consemnate în spațiul public se numără:
- Intervenția pentru elaborarea normelor metodologice de aplicare a Legii Tinerilor, aflată în vigoare, dar neimplementată timp de aproape două decenii;[4]
- Solicitarea și obținerea emiterii normelor de aplicare pentru mai multe acte normative legate de drepturile persoanelor cu dizabilități, calitatea apei potabile și măsuri de protecție socială;
- Contestarea în instanță a unor achiziții publice, inclusiv demersuri legale care au vizat anularea comenzii pentru un lot de vaccinuri anti-COVID-19, cu implicații bugetare;[14]
- Elaborarea și distribuirea de ghiduri juridice gratuite, destinate cetățenilor care doresc să conteste decizii administrative sau să inițieze acțiuni împotriva instituțiilor publice;
- Participarea la consultări publice și formularea de poziții care au contribuit la modificări legislative sau administrative, inclusiv în domenii precum testarea rutieră (aplicarea aparatelor DrugTest) și infrastructura de transport.

## Dezbateri și evenimente publice
FACIAS a organizat și participat la o serie de dezbateri și evenimente publice dedicate temelor de interes civic, juridic și administrativ. Printre acestea se numără:
- „Față în față: Fisc vs. Cetățean” - dezbatere desfășurată în Parlamentul României, axată pe relația dintre contribuabili și autoritățile fiscale. Evenimentul a reunit reprezentanți ai Agenției Naționale de Administrare Fiscală (ANAF), experți în fiscalitate și membri ai societății civile.[8]
- „Statul de drept înseamnă nicio condamnare fără probe” - eveniment în cadrul căruia a fost prezentat un raport privind cazuri semnificative de presupuse abuzuri judiciare din ultimul deceniu. Dezbaterea a inclus propuneri legislative referitoare la standardul probatoriu și la organizarea sistemului judiciar, cu scopul prevenirii unor astfel de situații în viitor. [19]
- „Negocieri pentru 29,2 de Miliarde de Euro. Cum și Cât de mult se poate schimba PNRR” - dezbatere publică privind Planul Național de Redresare și Reziliență (PNRR), în care au fost analizate provocările legate de capacitatea administrativă a României de a implementa proiectele incluse în program și posibilele direcții de ajustare.
- Evenimente internaționale la Bruxelles - FACIAS a participat la conferințe și dezbateri organizate în cadrul Parlamentului     European, în parteneriat cu organizații internaționale precum ALDA, CIVICUS, Citizen Network și International Service for Human Rights. Temele abordate au vizat promovarea unui contract social echitabil între stat și cetățean, precum și întărirea rolului societății civile în procesele democratice.

## Volume publicate
Fundația a publicat mai multe volume dedicate temelor legate de drepturile cetățenilor, responsabilitatea autorităților și funcționarea statului de drept. Printre acestea se numără: 
- „Statul nedrept” (2023) - volum care abordează problematica abuzurilor judiciare, în special a cazurilor în care au fost pronunțate condamnări penale în lipsa unor probe concludente. Lucrarea include analize de caz și propuneri privind îmbunătățirea cadrului legal referitor la standardul probatoriu.[20]
- „Răspunderea funcționarului public - garanție a respectării drepturilor omului în relația administrație-cetățean” (2024) - lucrare ce explorează responsabilitatea funcționarilor publici în contextul administrativ, cu accent pe mecanismele juridice de protecție a cetățeanului în fața abuzurilor sau erorilor administrative.[21]

## Parteneriate internaționale
Fundația este membră sau colaboratoare a mai multor rețele internaționale:
- ALDA (European Association for Local Democracy)[22]
- CIVICUS – World Alliance for Citizen Participation
- FRA – Fundamental Rights Agency of the European Union
- Friends of Europe[23]
- Citizen Network[24]
- ISHR – International Service for Human Rights